# Székedi Ferenc
Székedi Ferenc (írói álnevei: Ferencz Levente, Zsögödi Ferenc; Nemestördemic, 1945. január 6. –) erdélyi magyar újságíró, szerkesztő, műfordító.

## Életútja, munkássága
Középiskoláit a csíkszeredai Elméleti Líceumban végezte (1962), majd felsőfokú tanulmányokat folytatott a bukaresti Műszaki Főiskola automatika szakán (1962–68) és a bukaresti Újsàgíró Egyetemen (1980–85).
1971-től a Hargita, majd a Hargita Népe munkatársa, 1983–87 között szerkesztőbizottságának tagja. 1990 június–júliusában az RMDSZ Értesítő, 1990–92-ben a Csíki Lapok, 1994–95-ben a Csíkszereda főszerkesztője. 1996–2006 között a Csíki TV főszerkesztője. Közben 1991–94 között a Csíki Területi RMDSZ elnöke, az 1992-es parlamenti választásokon szenátorjelölt, 1994–96 között szenátori irodavezető. 2006-tól a csíkszeredai Sapientia EMTE média-oktatója, 1997-től a Kriterion Alapítvány igazgatója. Rendszeres munkatársa volt az 1989 után újraindult Romániai Magyar Szónak, majd főmunkatársa és publicistája utódjának, az Új Magyar Szónak, valamint az Erdélyi Riportnak. Ezenkívül közügyi, művészeti, irodalmi, gazdasági, sport, természettudományos és technikai témájú cikkei jelentek meg szinte valamennyi magyar nyelvű lapban, de román nyelvűben is. A kolozsvári és a marosvásárhelyi rádió is közölte jegyzeteit, 2007-től a bukaresti közszolgálati rádió magyar nyelvű adásának publicistája.
Több tucatnyi képzőművészeti és fotóművészeti katalógushoz írt előszót. Diákjai számára a sajtóműfajokról, az oknyomozó újságírásról, az online újságírásról és a televíziós műsorszerkesztésről készített egyetemi jegyzeteket. Tagja a Romániai Képzőművészek Orszàgos Szövetsége műkritikusi szakosztályának, az Európai Unió Creart Programjának Hargita megyei nagykövete.
Magyarra fordította Romulus Guga két regényét, Mircea Nedelciu és Bedros Horasangian prózai írásait (Kriterion) valamint a Látvány és gondolat (Bukarest, 1991) című gyűjteményes kötet több tanulmányát, és a gyergyószárhegyi Kriterion-írótáborok anyagát megjelentető Szekértábor a Szármány hegyén c. kötet (Kolozsvár–Gyergyószárhegy 2008) számára az ott románul elhangzott felszólalásokat.
2013-ban " Fent a csúcson, lent a mélyben" címmel válogatás jelent meg írásaiból a Magyar Elektronikus Könyvtàrban.
Televíziós tevékenységében Kényelmetlen kérdések című beszélgetőműsorát 1994–2000 között minden évben a legnézettebb műsornak járó Közönség-díjjal jutalmazták. Munkatársaival együtt mintegy ötven, különböző témájú dokumentumfilmet készített. 1990 után több szakmai és civil szervezet tagja, közéleti munkásságát Pro Urbe-díjjal jutalmazták (1996). Publicisztikai munkásságáért 2011-ben az Erdélyi Magyar Közművelődési Egyesület Spectator-díjával is kitüntették. Közéleti munkásságát Ezüstfenyő díjjal ismerték el.
Társszerzője a Kultúra, térség, szaktudás (Csíkszereda, 2006), Térség és kultúra (Csíkszereda, 2006) című társadalomtudományi köteteknek.

## Díjai
- 2011 Spectator-díj[1]

## Fordításai
- Gh. Ene – V. Beda: Megelőző viselkedés a közúti forgalomban (Bukarest, 1982); *Romulus Guga: A bolond és a virág (két kisregény, Kolozsvári Papp Lászlóval, Bukarest, 1983);
- Mircea Nedelciu: Módosító javaslat a birtoklás ösztönéhez (Bukarest, 1986); *Bedros Horasangian: Magányos ló az autópályán (Bukarest, 1989).
- Mircea Nedelciu-fordításaiból a budapesti Pont Kiadó is közölt.

## Kötetei
- Hétköznapok, délibábok (Csíkszereda 1996)
- A Hold másik oldala. Szövegek, 1997-1998; Pallas-Akadémia, Csíkszereda, 1999
- Zsögödből a világ. Szövegek, 1999-2001; Pallas-Akadémia, Csíkszereda, 2001
- Antal Imre (művészeti monográfia, Csíkszereda, 2002. Műterem)
- A nagy erdélyi játszma. Publicisztikai írások; Pallas-Akadémia, Csíkszereda, 2006
- Nagy Ödön (művészeti monográfia, Csíkszereda, 2009. Műterem)

## Szerkesztései
- Hargita megye természetes gyógytényezői (Csíkszereda 1974);
- 50 éves a csíkszeredai jégkorong (Csíkszereda, 1974);
- Szeretni a földet (riportok, Bukarest, 1989);
- Hoki a Hargita alján (Bukarest, 2004), valamint 1976–79, ill. 1982–89 között a Hargita Kalendárium.